# Ямато (река)
Ямато или Ямато-Гава (яп. 大和川 яматогава) — река в Японии на острове Хонсю. Протекает по территории префектур Нара и Осака.
Исток Ямато находится на территории города Сакураи, под горой Каигахира-Яма (высотой 822 м), оттуда она течёт на юг. Ниже река поворачивает на запад, протекает через впадину Нара и ущелье Каменосе. Ямато образует границу между городами Осака и Сакаи и впадает в Осакский залив Внутреннего Японского моря на территории Сакаи.
Длина реки составляет 68 км, на территории её бассейна (1070 км²) проживает около 2 150 000 человек, из них около 1 млн в Нарской впадине. Расход воды составляет 14,64 м³/с. Река течёт через аллювиальные почвы (глина, песок и гравий), лежащие на отложениях плейстоцена. Согласно японской классификации, Ямато является рекой первого класса.
Река является одной из самых загрязнённых крупных рек в Японии. Ситуация со сбросом сточных вод в реку постепенно улучшается — если в 1975 году канализация обслуживала 7,4 % территории, то в 1990 году — 33 %, а в 2013 — 85,3 %. До 1980 года БПК было более 20 мг/л, но к 2010-м годам опустилось до значений около 5 мг/л (по другим данным, на 2010 год БПК у речного устья составляло 10 мг/л).